# Movimiento del black metal noruego
El movimiento del black metal noruego es el segundo movimiento del black metal, que tuvo su origen en Noruega y Suecia en los años 1990. Este black metal noruego lo creó un reducido número de grupos con integrantes muy jóvenes que se conocían entre sí y tenían ideales comunes. Algunos de estos músicos se hicieron llamar Inner Circle —círculo interno— aunque otros rechazan este término. El black metal se hizo conocido por la gran cantidad de delitos y muertes violentas relacionadas con este movimiento, apareciendo en diferentes medios de comunicación como la prensa periódica, revistas, programas televisivos de todo el mundo, no solo por su inusual violencia sino porque estuvieron respaldados por una ideología que los justificaba. Estos hechos violentos incluyen: varias profanaciones a cementerios, amenazas de muerte a sacerdotes, dos asesinatos, un suicidio, y la quema de varias iglesias monumentales e históricas.
El nombre de este subgénero musical fue tomado del álbum Black Metal (1982) de la banda inglesa Venom.

## Ideología
- Ideales de la era vikinga: la exaltación de la fuerza, el guerrero como hombre ideal, la guerra como fin en sí mismo, la violencia vista como virtud son ideales vikingos que esta gente creyó y que explican la gran cantidad de delitos que hicieron famoso el género musical.

- Ideal histórico-cultural: El movimiento black metal noruego consideró la remota época vikinga como ideal, y el final de la cultura vikinga y la consiguiente romanización y cristianización de Noruega como una invasión extranjera que se esforzó en destruir la auténtica cultura noruega y sustituirla por costumbres ajenas e inferiores. Los noruegos actuales, por tanto, debían regresar a su cultura original, rechazando el estilo de vida moderno, y continuando la guerra de vikingos contra cristianos.

- Ideal religioso: la antigua religión politeísta nórdica era vista como la propia y natural de Noruega, una religión superior al estar basada en los fenómenos astronómicos y naturales (movimiento de los planetas, ciclo lunar, el ciclo de las estaciones del año, etc.) que fue destruida y sustituida por el cristianismo como parte de la invasión cultural. Por tanto, como símbolo del retorno a la época dorada vikinga, como noruegos sentían el deber de rechazar el cristianismo y expulsar esa religión de su país. En este punto algunos consideraban que se debía volver a la remota religión politeísta vikinga. Muchos, sin embargo, únicamente deseaban la erradicación del cristianismo, y como símbolo de ello se autoproclamaron satanistas, aunque no tenían ningún culto organizado de adoración, y no tenían tampoco relación alguna con la Iglesia de Satán de Anton LaVey. Se puede añadir que no tenían ideales políticos unitarios; así Euronymous de Mayhem era comunista-estalinista[2] mientras que Vikernes de Burzum a mediados de los años 1990 se autodenominó nacionalsocialista,[3] hoy en día Vikernes dejó de referirse a sí mismo como nacionalsocialista y ha identificado su ideología con el odinismo.

## Auge

### Suicidio de Per Yngve Ohlin
El 8 de abril de 1991, Per Yngve Ohlin (alias Dead) vocalista de la banda Mayhem a la edad de 22 años, se suicida en una de las propiedades de la banda, en Noruega. Sus compañeros lo describían como una persona pesimista, extraña e introvertida, con tendencias emocionales depresivas. Sin embargo, es muy conocido por sus actuaciones infames y perversas en el escenario. Estaba tan obsesionado por la muerte que enterraba sus ropas semanas antes de algún concierto, para sentir "la esencia de la muerte". También se dice que tenía un cuervo muerto en una bolsa, y antes de empezar un concierto, olía esa bolsa, según él, para "inhalar la muerte".
El compañero de grupo, Øystein Aarseth (alias Euronymous), encontró a Ohlin muerto, tenía el cuello y las muñecas cortadas y un tiro de escopeta en la cabeza. La nota de suicidio decía: "Perdón por la sangre"; además de una disculpa por haber disparado dentro de la casa. Al parecer primero intentó cortarse las venas para morir desangrado en el bosque, pero le pareció que tardaba mucho en morir así que volvió a la casa y se disparó. Aarseth en lugar de llamar a la policía de inmediato fue a una tienda cercana y compró una cámara desechable para fotografiar el cadáver; una de estas fotografías fue usada para la portada del álbum en directo Dawn of the Black Hearts.
Algunos aseguran que Aarseth tomó varios trozos del cerebro y los cocinó, para comerlos y hacer un collar con trozos del cráneo. Sin embargo, el baterista del grupo Jan Axel Blomberg (alias Hellhammer) desmintió la primera afirmación en una entrevista. También se rumorea que Aarseth mandó trozos del cráneo a bandas que consideraba dignos, como el grupo suizo Samael. Según
Morgan Steinmeyer Håkansson (alias Evil) del grupo Marduk aún conserva trozos del cráneo de Ohlin. Tony Särkkä (alias IT), del grupo Abruptum, también dice tener pequeños trozos.

### Helvete

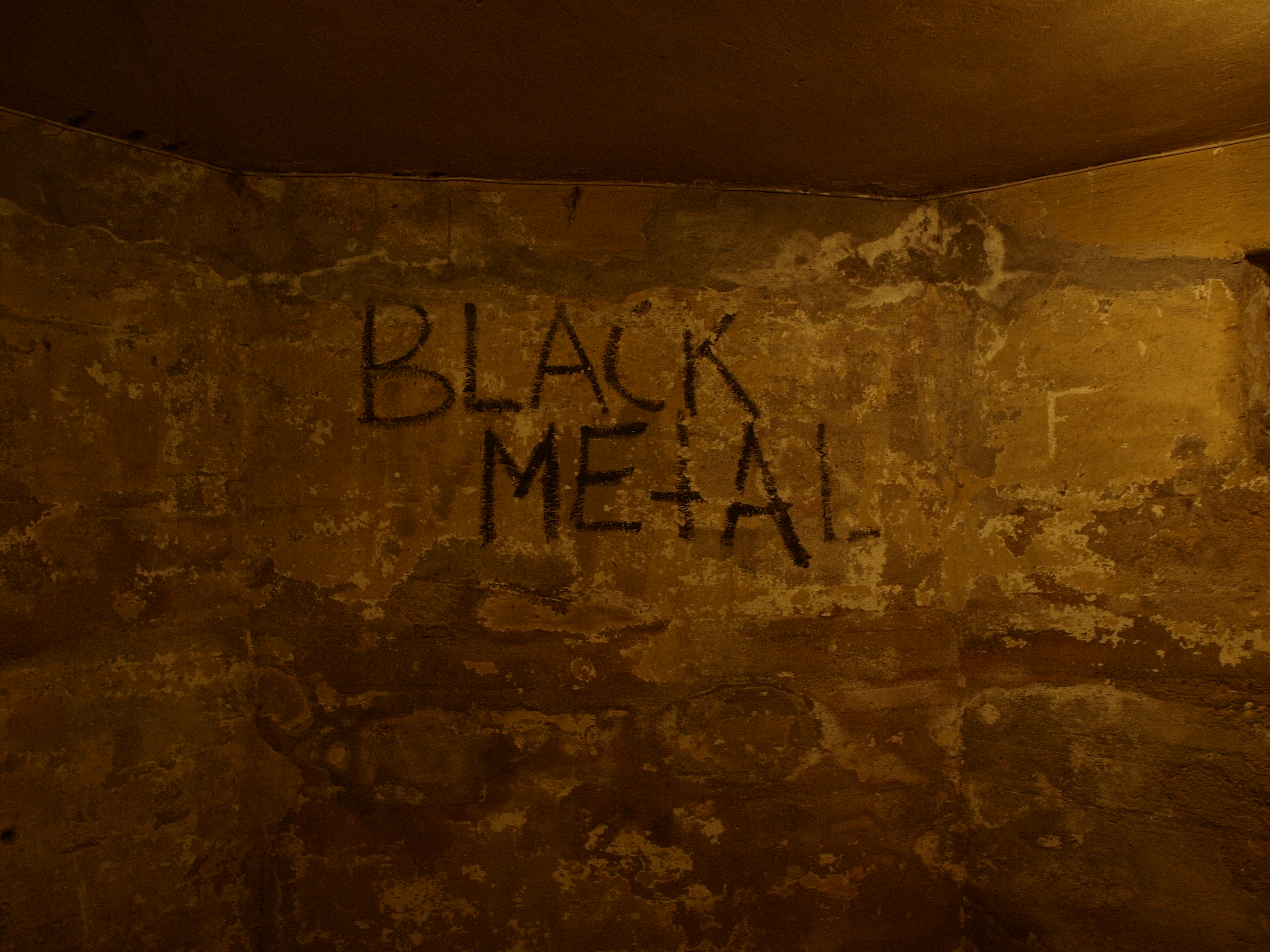
Grafiti realizado por Øystein Aarseth en el sótano de la tienda Helvete.

Helvete, —infierno en idioma noruego— fue un negocio próspero en la venta de álbumes musicales de metal extremo, propiedad de Øystein Aarseth, (alias Euronymous) guitarrista de Mayhem, permaneció abierta entre 1991 y 1993, ubicada en Oslo, —la ciudad más poblada de Noruega— Durante 1991, Aarseth, decide llevar a cabo uno de sus más importantes proyectos, la instalación de la mítica disquería y la creación de una compañía discográfica llamada Deathlike Silence Productions instalada en su sótano. Fue muy importante porque se convirtió en el centro del desarrollo del black metal noruego, donde muchos músicos llegaban para asociarse con el movimiento realizando valiosas grabaciones del más puro black metal, como también rarezas clásicas del death metal. Bård Faust trabajó y vivió en Helvete, como Samoth integrantes de la banda Emperor, este último durante una corta temporada.
Lista de bandas noruegas que realizaron publicaciones durante 1991/1993.
| Antes de 1991 - 1987-08: Mayhem – Deathcrush - 1990-11: Mayhem – Live in Leipzig 1991 - 1991-05: Burzum – Burzum Demo I - 1991-06: Thorns – Grymyrk - 1991-07: Thou Shalt Suffer – Open the Mysteries of Your Creation - 1991-07: Arcturus – My Angel - 1991-09: Burzum – Burzum Demo II - 1991-10: Immortal – Immortal - 1991-10: Thou Shalt Suffer – Into the Woods of Belial - 1991-12: Enslaved – Nema 1992 - 1992-02: Ildjarn – Unknown Truths - 1992-02: Darkthrone – A Blaze in the Northern Sky - 1992-03: Burzum – Burzum - 1992-06: Satyricon – All Evil - 1992-07: Enslaved – Yggdrasill - 1992-07: Immortal – Diabolical Fullmoon Mysticism - 1992-07: Emperor – Wrath of the Tyrant - 1992-09: Carpathian Forest – Bloodlust & Perversion - 1992-12: Fimbulwinter – Fimbulwinter Demo - 1992-??: Thorns – Trøndertun | 1993 - 1993-01: Ildjarn – Ildjarn Demo - 1993-03: Burzum – Aske - 1993-04: Gorgoroth – A Sorcery Written in Blood - 1993-05: Ildjarn – Norse - 1993-06: Darkthrone – Under a Funeral Moon - 1993-06: Hades Almighty – Alone Walkyng - 1993-08: Burzum – Det Som Engang Var - 1993-09: Satyricon – Dark Medieval Times - 1993-10: Emperor – Emperor - 1993-10: Enslaved – Hordanes Land - 1993-11: Immortal – Pure Holocaust - 1993-11: Ulver – Vargnatt - 1993-??: Carpathian Forest – Journey through the Cold Moors of Svarttjern - 1993-??: Ancient – Eerily Howling Winds |

## Inner Circle
Fue una organización de acción directa formada por diversas personas relacionadas con el movimiento black metal, cuyos principales objetivos eran erradicar el cristianismo de Noruega y organizar a los grupos musicales del género que compartían una ideología nórdica, —vikinga— y pagana. El Inner Circle estaba compuesto por miembros de las primeras bandas de black metal noruego como Mayhem, Burzum, Emperor, Darkthrone, Immortal, Enslaved, como por algunos seguidores de estas. Muchas de las bandas se habían formado durante el tiempo en que la organización estuvo activa, principios de la década de 1990.
La historia empieza en Oslo, capital de Noruega cuando un joven llamado Øystein Aarseth, fanático de Venom, Bathory y Hellhammer, y muy interesado en el tema del satanismo, decide apodarse "Euronymous", en homenaje a una criatura legendaria de la mitología griega, la cual es identificada en unas ocasiones como Hades y en otras como un servidor de Hécate.
Aarseth, tras haber trabajado en una tienda de discos, decide abrir su propia tienda de discos, Helvete—infierno en idioma noruego,— especializada en black metal y metal extremo, situada en los suburbios de Oslo.
El negocio marchaba bien; Aarseth decide fundar su propio sello discográfico, Deathlike Silence Productions, especializado en el black metal, que tenía sus oficinas montadas en la exitosa Helvete. El primer álbum musical debut que editaron fue el de la banda sueca Merciless, llamado "The Awakening" en 1989, y que funcionó bastante bien vendiendo 2000 copias para ser una banda underground.
Aarseth, quien según aquellos que lo conocían, era un ser ególatra y ambicioso, en 1984 fundaría su propia banda Mayhem, de la cual él sería vocalista y guitarrista, su inspiración viene del tema "Mayhem With Mercy" de Venom. De hecho, él declaró que la máxima influencia musical de Mayhem era Venom. Para este proyecto reclutó al bajista Jørn Stubberud (alias Necrobutcher), y al batería Kjetil Manheim (alias Manheim). Después, Aarseth se concentraría exclusivamente en la guitarra y reclutaría al vocalista Eirik Nordheim (alias Messiah). Ellos grabarían las maquetas "Voices of a Tortured Skull" (1986) y poco después "Pure Fucking Armaggedon", ambas con una producción desastrosa, como otras bandas de black metal, llevaban la cara con maquillaje Corpse paint. Hoy en día, pese a la pésima calidad del sonido, esos demos son considerados auténticas piezas de culto.
Nordheim (alias Messiah), abandonaría la banda debido a los conflictos que tenía con el líder del grupo, siendo sustituido por un talentoso joven llamado Sven Erik Kristiansen (alias Maniac), un personaje con bastantes problemas mentales. Esta formación grabará en 1987 su primer LP, el brutalísimo "Deathcrush", que obtuvo un discreto éxito. Aun así, la crítica dijo del disco: "En este disco se encuentran los riffs más brutales de la historia, únicamente escuchables por almas perdidas". El caso es que tras este trabajo, Maniac y Manheim abandonan Mayhem, siendo sustituidos por el vocalista Per Yngve Ohlin (alias Dead), exvocalista del grupo Morbid, y el joven batería Jan Axel Blomberg (alias Hellhammer). Esta formación lanzaría, el álbum en directo Live in Leipzig, publicado en 1990. El célebre periodista noruego Metalion recordaba: "El primer concierto de Mayhem que vi fue en Jesseim, en 1989, pero en 1990 organicé un show en Sarpsborg, donde yo vivía. Era bestial. Euronymous quería un espectáculo muy extremo, con mucha sangre y montones de maquillaje. Recuerdo que Dead se rajó la camiseta con una botella de cristal rota. La música era mortífera..."
Helvete, a principios de los años 1990 era ya un lugar popular por donde se dejaban caer jóvenes fanáticos del black metal, interesados por el satanismo y por la personalidad perturbada de Aarseth. Es aquí donde empieza el Inner Circle, un grupo que en su primer momento comenzó a la predicación del satanismo tradicional que Euronymous predicaba, pero cuando Varg Vikernes entra al Inner Circle se transforma en dos:
El Inner Circle satanista que apoyaba las ideas de Euronymous y el Inner Circle pagano que apoyaba a Varg Vikernes que creía en la expulsión del cristianismo de Noruega y de reestauración de las religiones paganas.
Es más, el Inner Circle (según los medios de la época, ya que según Varg Vikernes en su review del libro que trata los hechos ``Lucifer Rising`` tal cosa nunca existió como tal, sino que fue una idea de Euronymous que la prensa se encargó de difundir luego) se encargaba de controlar a todos los grupos de black metal de Noruega, y si no eran suficientemente satánicos, Euronymous y compañía se encargaban de amenazarlos de muerte, perseguirlos o caerles a golpes. Según Euronymous, Inner Circle era: "Somos un grupo de militantes que nos estamos ocupando de cosas que necesitan ser atendidas."
Esta organización recibió otros nombres por parte de la prensa aparte de Inner Circle; nombres como Black Metal Mafia, Black Militia, Black Metal Circle, Satanic Terrorists y estaba formada por aquellos jóvenes que rondaban por Helvete, así como miembros de bandas de black metal como Emperor y Darkthrone. Cómo recuerda el batería de Emperor, Bard "Faust" Eithun: "Para mí aquellos tiempos fueron muy especiales. La tienda era el punto de encuentro de mucha gente. Nuestro sentimiento alrededor de la tienda de Euronymous era que todos estábamos juntos en la lucha contra todas las religiones organizadas que había en Noruega. El plan era hacer una organización que basara sus actos en actividades ilegales. Teníamos un colega que vivía cerca y que nos podía conseguir las armas suficientes..."

### Incendio de iglesias

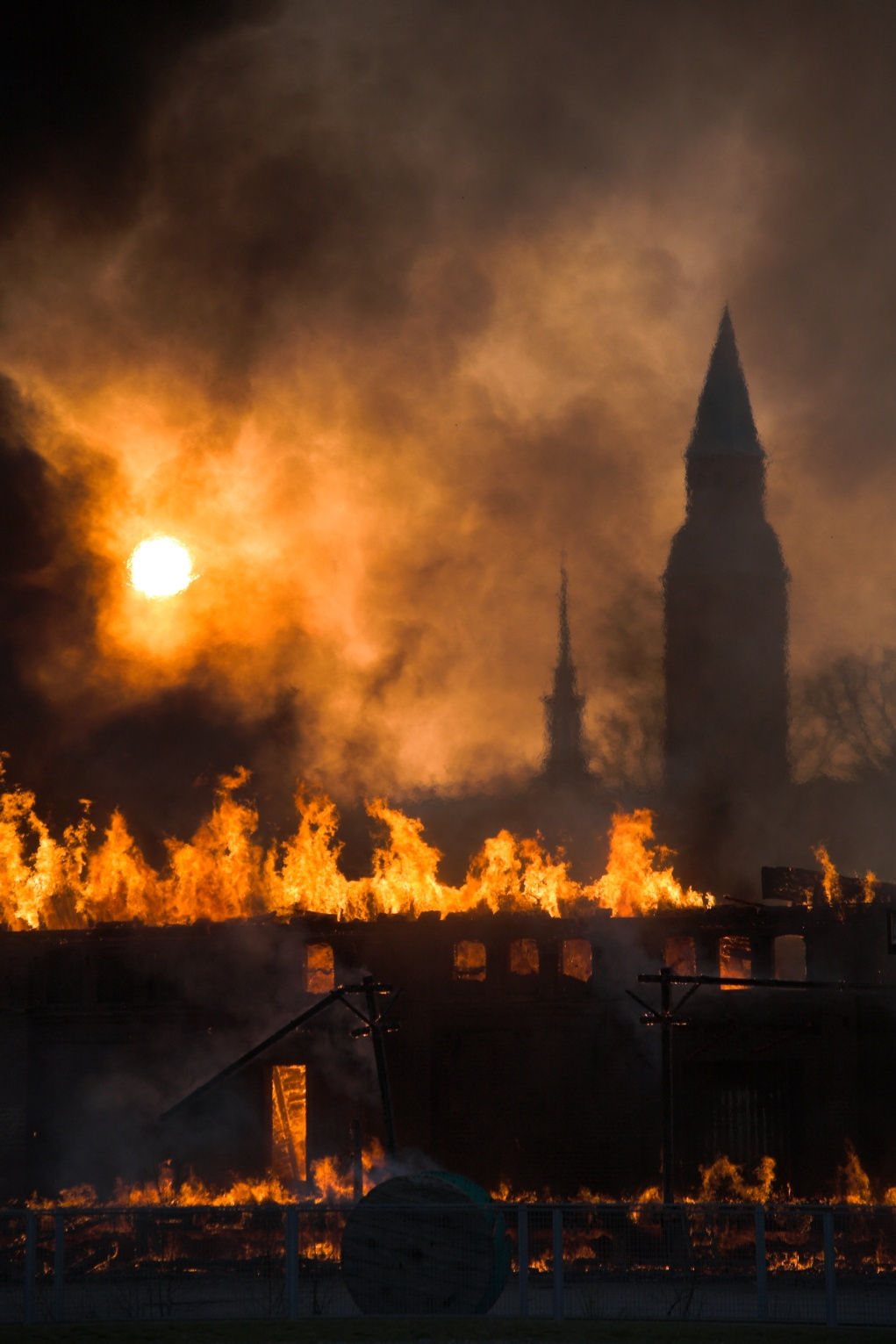
Escenario de un incendio visto desde este tipo de perspectiva.

Alrededor de 1992-1998, 52 iglesias fueron quemadas, 15 000 tumbas fueron profanadas y sus cementerios fueron pintados con símbolos satánicos por toda Noruega; entre las estructuras religiosas más importantes que fueron incendiadas fue la iglesia medieval Fantoft, cerca de Bergen, quemada el 6 de junio de 1992, fue sospechoso Varg Vikernes pero no se encontraron pruebas, pero si lo hallarían culpable de los incendios provocados a las capillas Holmenkollen y Skjold, una fotografía de lo que quedó de la estructura Fantoft Stave se convirtió en la portada de su álbum Aske.
Los proyectos de Inner Circle pudieron haber llegado muy lejos ya que algunos integrantes querían sacrificar a sacerdotes en sus iglesias antes de prenderles fuego, pero nunca se llevó a cabo, solo fueron sacrificados algunos animales. También se informó de un incendio en Suecia, de la cual se sospecha de la agrupación Abruptum pero los cargos fueron retirados por falta de pruebas.
Para coincidir con la publicación de su primer álbum de estudio De Mysteriis Dom Sathanas, Vikernes y Aarseth habían conspirado para hacer estallar la Catedral de Nidaros, que aparece como portada del álbum. Pero el asesinato de Aarseth por Vikernes en agosto de 1993 puso fin a este plan, y a la vez retrasó el lanzamiento del álbum. Los músicos Samoth, Faust, y Jørn Inge Tunsberg también fueron condenados por incendios provocados a iglesias.

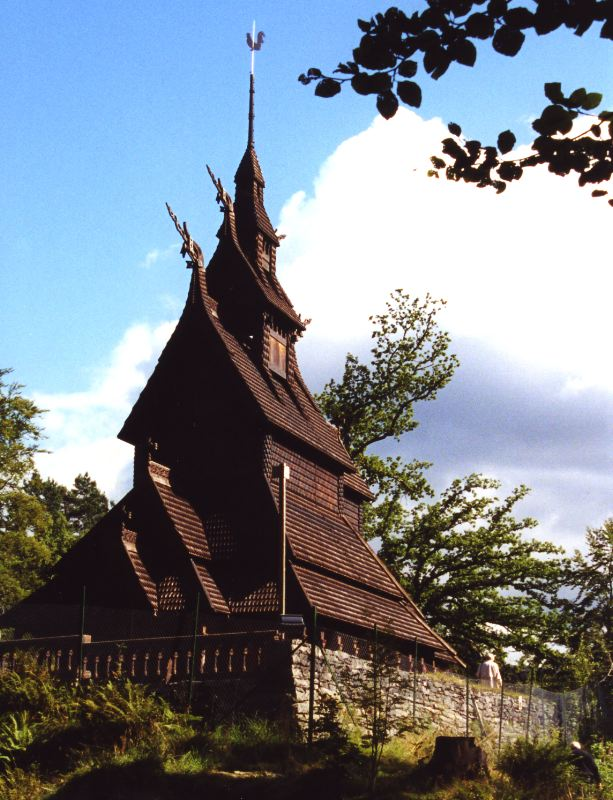
Fantoft, incendiada el 6 de junio de 1992, se sospecha de Vikernes, fue reconstruida en 1997.
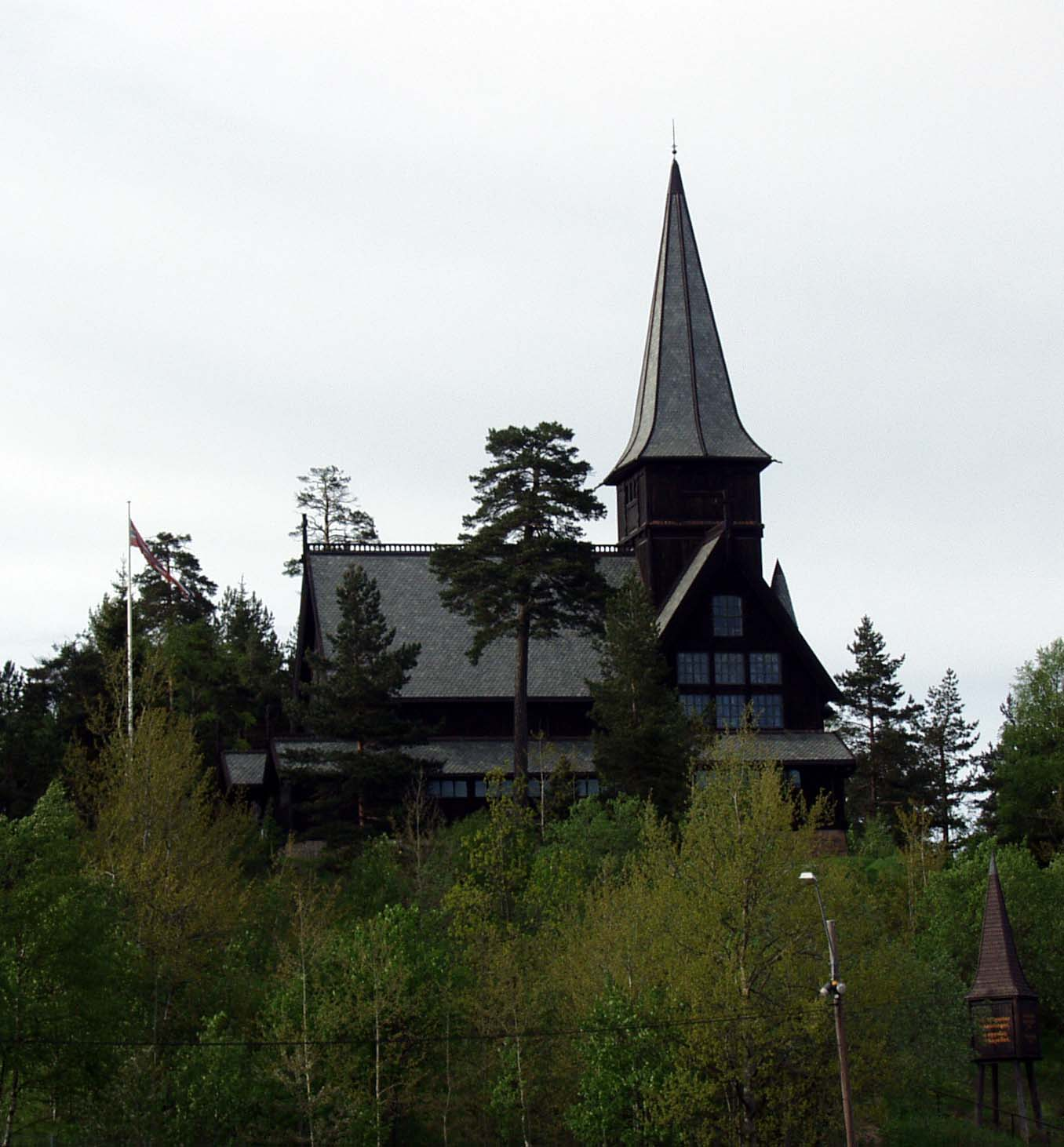
Holmenkollen, incendiada el 22 de agosto de 1992, por Vikernes, Aarseth y Faust, fue reconstruida en 1996.
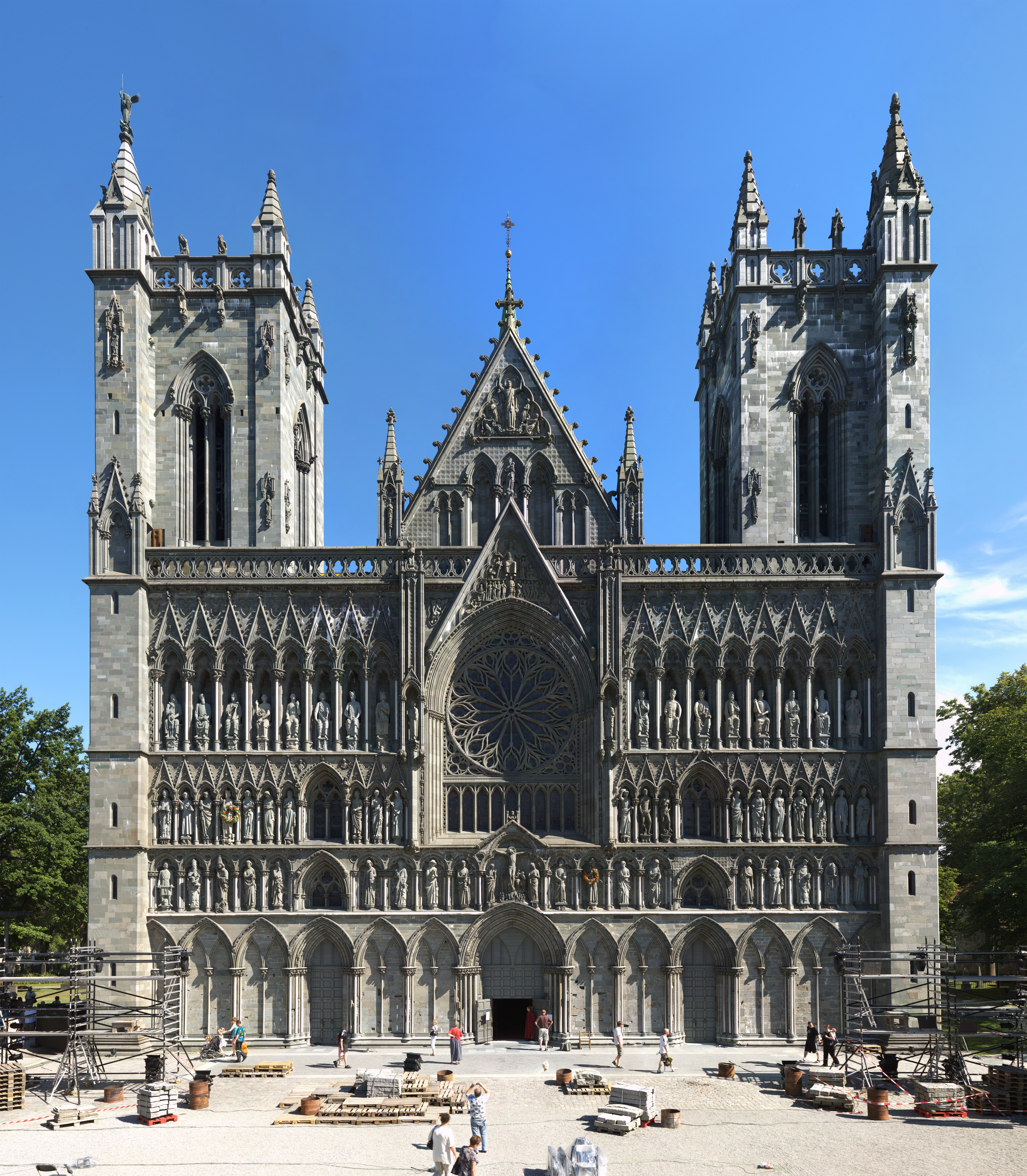
Intento de incendiar la Catedral de Nidaros, en el lanzamiento de su primer álbum de estudio De Mysteriis Dom Sathanas.

La siguiente es una lista parcial de los incendios provocados a iglesias
1992:
- 23-May: incendio de Storetveit en Bergen[20]
- 06-Jun: incendio de Fantoft en Bergen[21] – Varg Vikernes, fue sospechoso durante la investigación, pero no se encontraron pruebas.[21]
- 01-Ago: incendio de Revheim en Stavanger[21]
- 21-Ago: incendio de Holmenkollen en Oslo[20] – Varg Vikernes y Bård Faust, fueron encontrados culpables.
- 01-Sep: incendio de Ormøya en Oslo[20]
- 13-Sep: incendio de Skjold en Vindafjord[20] – Varg Vikernes y Samoth, fueron encontrados culpables.
- 03-Oct: incendio de Hauketo en Oslo[20]
- 24-Dic: incendio de Åsane en Bergen[22] – Varg Vikernes y Jørn Inge Tunsberg, fueron encontrados culpables.[22]
- 25-Dic: incendio de una iglesia metodista en Sarpsborg[22] –un bombero resultó muerto, mientras luchaba contra el fuego.[22]

1993:
- 07-Feb: incendio de Lundby en Gotemburgo, Suecia[23]

1994:
- 13-Mar: incendio de una iglesia en Sund[24]
- 27-Mar: incendio de Seegård en Snertingdal[24]
- 16-May: intento de incendio de Gol en Buskerud[24]
- 17-May: intento de incendio de Åmodt en Buskerud[24]
- 04-Jun: incendio de Frogn en Drøbak[24]
- 19-Jun: intento de incendio de Heni en Gjerdrum[24]
- 07-Jul: incendio de iglesia en Jeløy[24]
- 21-Jul: intento de incendio de Odda's Church[24]
- 13-Ago: intento de incendio de Loop Chapel en Meldal[24]
- 10-Dic: intento de incendio a la iglesia de Åkra[24]
- 22-Dic: intento de incendio a la iglesia de Askim[24]
- 26-Dic: intento de incendio a la iglesia de Klemestrud[24]

1995:
- 13-May: incendio de Lord Church in Telemark[25]
- 25-May: incendio de Såner en Vestby[25]
- 14-Jun: incendio de Moe Church en Sandefjord[25]
- 21-Jul: intento de incendio del colegio seminario en Eidanger[25]
- 03-Sep: intento de incendio de Vågsbygd, colegio seminario en Oddernes[25]
- 03-Nov: incendio de Innset en Rennebu[25]

### Asesinato de Øystein Aarseth
El 10 de agosto de 1993, a la edad de 25 años Øystein Aarseth (alias Euronymous), fue acuchillado brutalmente en su apartamento, recibió 23 puñaladas por parte de Varg Vikernes de las cuales 16 fueron en la espalda, cinco en el cuello y dos en la cabeza. Según la prensa este asesinato sucedió por una disputa en el liderazgo del Inner Circle, y el estado financiero sobre los registros de Burzum.
Vikernes llega al apartamento de Aarseth sobre las tres de la mañana, en calzoncillos y adormilado, empieza la provocación y da inicio una discusión; Aarseth le da la espalda para dirigirse a la cocina y empieza el ataque, Aarseth al sentir las puñaladas grita por el dolor y pide ayuda, Vikernes nunca dejó de acuchillarlo hasta matarlo. No recibió ningún corte en sus manos, no tuvo tiempo ni de cubrirse. Aunque no hay que descartar que el móvil principal fue la envidia. Por un lado, Aarseth era el creador del movimiento noruego, como líder de Mayhem deseaba con su música crear la banda más perversa y sanguinaria que haya conocido la humanidad, cautivando a cientos de personas —incluido al propio Vikernes— Tras la muerte de Dead, Aarseth decide crear el Inner Circle, un grupo sectario que, básicamente, se propuso dos objetivos: luchar contra el cristianismo instalado en Noruega, y controlar las bandas de black metal que surgían en Noruega.
Vikernes ha escrito sobre ello declarando que lo hizo porque Aarseth amenazaba con matarlo. Según su versión cuando oyó que hablaba de asesinarle, mientras escuchaba una conversación por teléfono que mantenía con Snorre Ruch, fue a su casa para hablar con él cara a cara y allí se pelearon y finalmente le mató. Vikernes aclara que lo que hizo parcialmente en defensa propia y bajo una supuesta amenaza de muerte. Declaró también que no llegó a apuñalarle tantas veces, sino que en la pelea Aarseth cayó sobre unos cristales, justificando así los cortes descritos en el informe forense como puñaladas. El informe forense prevaleció sobre la versión de Vikernes, obviamente. Vikernes recibió una condena de 21 años de cárcel, pena máxima en su país, lo que lo distanció del movimiento creado —aunque siguió sacando discos desde la cárcel con antiguo material ya grabado,— se convirtió en un acérrimo defensor del movimiento neonazi, tema que no se desarrolla en los álbumes de su banda Burzum, pero sobre el cual ha escrito en diversos libros y artículos.

### Homicidio cometido por Bård G. Eithun "Faust"

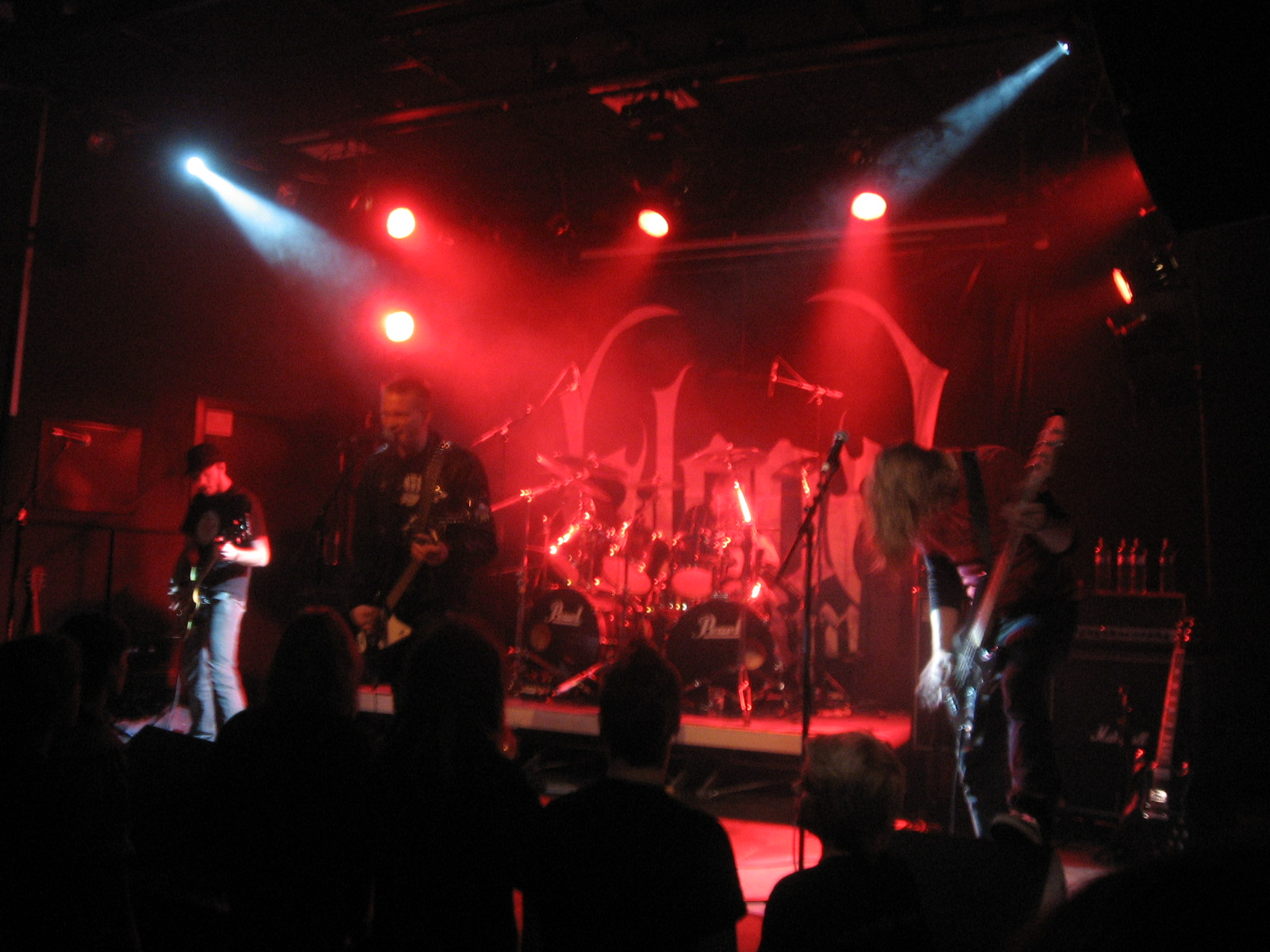
Bård G. Eithun (alias Faust) tocando la batería con Blood Tsunami.

Homicidio cometido por Bård G. Eithun (alias Faust), batería de Emperor, desveló en una entrevista los detalles del asesinato que cometió en 1992, por lo que fue condenado a 14 años de prisión. En agosto de ese año, Faust se encontraba contemplando el estadio Olímpico Lysgårdsbakken de Lillehammer, donde más tarde se celebraría la ceremonia de apertura de los Juegos Olímpicos de Lillehammer 1994; cuando un hombre se le acercó y le preguntó si quería irse con él al bosque. "Yo no había estado bebiendo ni nada parecido. Simplemente decidí, con mucha calma, acabar con la vida de este hombre. Quizá mi subconsciente me dijo que tenía derecho a hacerlo porque él era gay." Faust accedió y le siguió al interior del bosque. Cuando el tipo se le acercó, sacó un cuchillo y se lo clavó en el vientre. "Él gritaba: '¡No!', pero me volví loco y seguí apuñalándole una y otra vez. Cuando estuvo en el suelo con los ojos cerrados, le di una patada para asegurame de que realmente estaba muerto. Después volví a casa con la mente completamente en blanco, como un zombi."
Este asesinato, aunque cometido antes, no fue descubierto sino hasta después del de Øystein Aarseth (alias Euronymous), cuando la policía decidió investigar hasta qué punto el black metal podía haber influido, realizó extensos interrogatorios, en los que descubrió a los culpables de los incendios de iglesias entre otra multitud de delitos.

### Delitos de Kristian Eivind Espedal

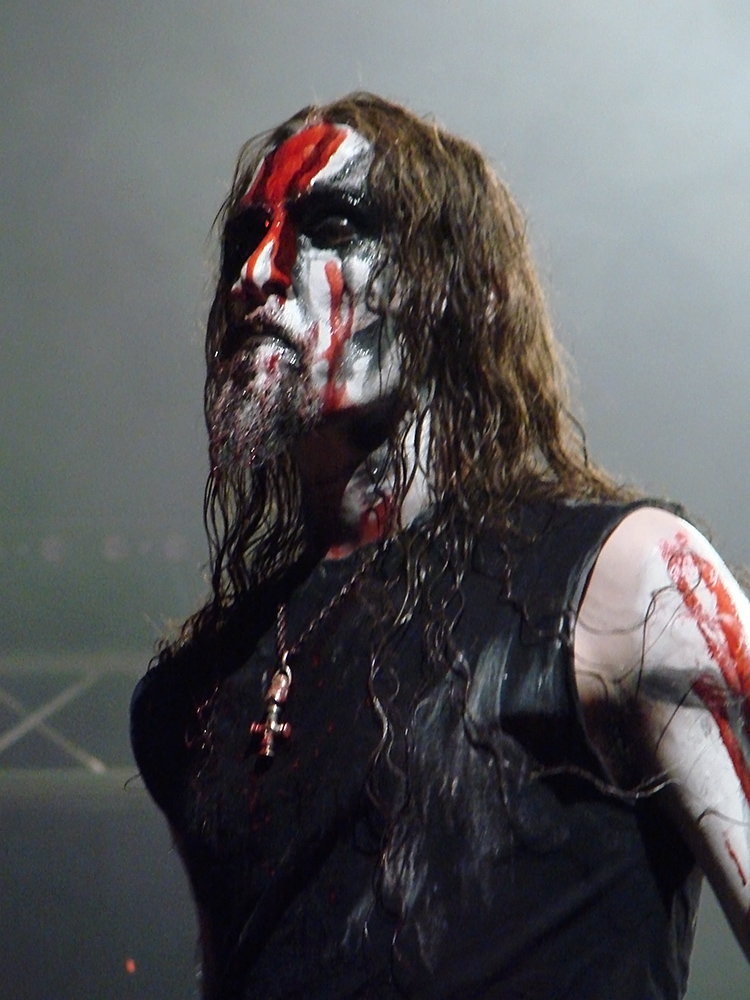
Kristian Eivind Espedal (alias Gaahl) exvocalista de Gorgoroth.

Kristian Eivind Espedal (alias Gaahl) vocalista de Gorgoroth comete delitos siendo sentenciado a un año de prisión por paliza y amenazas de muerte en 2001, y fue forzado a pagar 158,000 NOK. En 2006, Gaahl fue condenado otros 14 meses más en prisión por torturar a un hombre y beberse parte de su sangre en 2002. La víctima recibió un total de 190,000 NOK. Se trataba de un hombre de 41 años de edad al cual Gaahl golpeó y amenazó con tomar su sangre, cosa que hizo. Ahora, Gaahl está envuelto en una serie de investigaciones por parte de la policía noruega, investigaciones por una serie de quema de iglesias en los años 1990. Algo en lo que Gaahl pone mucho énfasis apoyando seriamente este tipo de acciones. Gaahl fue liberado en diciembre de 2006. En una entrevista para la edición de noviembre de 2008 de Rock Hard, Gaahl confirmó su homosexualidad.

## Desarrollo posterior
Poco a poco la escena de comienzo de los años 1990 fue desapareciendo, también debido al encarcelamiento y muerte de algunos de sus miembros principales, tales como Jon Nodtveidt (por el asesinato de un gay argelino). Aunque Mayhem, en su publicación de 1995, llamada "Dawn of the black hearts", resurgió el recuerdo de lo sucedido colocando de portada la fotografía de su exintegrante Dead que tomaron sus compañeros de grupo, Euronymous y Hellhammer.
A finales de los noventa surgió una nueva hornada de músicos noruegos, que influenciados por todos estos grupos adoptaron unas nuevas formas en cuanto a técnica y profundidad. Cabe destacar la escena de Oslo, con los Dimmu Borgir como principal exponente (su nombre procede de una zona volcánica islandesa donde, según la mitología nórdica, se escondía en un cráter la entrada al infierno), un grupo que ya ha traspasado las fronteras tanto de su país (La mayoría de los grandes grupos noruegos apenas si salieron de él) como del lenguaje, (adoptando el inglés, algo que todavía muchos no les han perdonado), como musicales, al incorporar arreglos orquestales en sus últimos discos. de su órbita han salido grupos como The Kovenant (proyecto formado por Nagash, antiguo bajista de Dimmu Borgir, y Hellhammer, de Mayhem y Arcturus), Susperia (con Tjodalv, antiguo batería de Dimmu Borgir, sustituido durante unos años por Nicholas Barker, exbatería de Cradle of Filth), y sobre todo Old Man's Child, grupo "gemelo" de Dimmu Borgir, con un estilo más directo, liderados por Galder, también actual miembro de Dimmu Borgir. Otros grupos más underground, pero potentes pueden ser Myrkskog, Khold, etc.
Sin embargo, han surgido diversas agrupaciones que continúan con la tendencia de los fundadores de dicho movimiento y manteniéndose en el underground a diferencia de los grupos antes mencionados, ejemplos claros 1349 (banda), Taake, Tsjuder, etc.
Pero además, muchos de los viejos grupos siguen en pie y lanzando discos, la mayoría ya algo alejados de sus raíces pero aun así conservando eso que los caracterizó, como pueden ser Mayhem, Darkthrone, Emperor, Burzum, entre otros.

## Documentales
- 1994: Det Svarte Alvor
- 1998: Satan rir media[29][30]
- 2003: Norsk Black Metal
- 2007: True Norwegian Black Metal
- 2007: Black Metal: A Documentary[31]
- 2007: Murder Music: A History of Black Metal[32]
- 2008: Once Upon a Time in Norway[33]
- 2008: Black Metal - The Norwegian Legacy
- 2008: Black Metal Satanica
- 2009: Until The Light Takes Us[34][35]
- 2012: Attention! Black Metal